# Ortilia hera
Ortilia hera är en fjärilsart som beskrevs av Jacob Hübner 1806. Ortilia hera ingår i släktet Ortilia och familjen praktfjärilar. Inga underarter finns listade i Catalogue of Life.